# San Lorenzo de Hortóns
San Lorenzo de Hortons (oficialmente en catalán: Sant Llorenç d'Hortons) es un municipio de la comarca del Alto Panadés, provincia de Barcelona, comunidad autónoma de Cataluña, España.

## Toponimia
Sin tilde en la palabra "Hortons" al ser palabra aguda acabada en grupo consonántico.[cita requerida]

## Geografía

Localización de San Lorenzo de Hortóns dentro del Alto Panadés

El municipio de San Lorenzo de Hortons está situado al nordeste de la comarca del Alt Penedés, en el límite con la comarca de Anoia y el Baix Llobregat.

### Núcleos de población
El municipio está formado por ocho núcleos o entidades de población. 
Lista de población por entidades:
| Entidad de la población          | Habitantes (2024) |
| -------------------------------- | ----------------- |
| Beguda Alta, La                  | 0                 |
| Beguda Baixa, La                 | 19                |
| Can Bargalló                     | 48                |
| Grandet, El                      | 222               |
| Sant Joan Samora                 | 317               |
| San Lorenzo de Hortons           | 1895              |
| Torrentfondo, El                 | 51                |
| Urbanització Vinya del Pollastre | 65                |

## Demografía
San Lorenzo de Hortóns cuenta con una población de 2617 habitantes (INE 2024).
| Gráfica de evolución demográfica de San Lorenzo de Hortóns entre 1842 y 2021 |
| |
| Población de derecho según los censos de población del INE. Población de hecho según los censos de población del INE.En este censo se denominaba Ortons: 1842. En estos censos se denominaba San Lorenzo de Hortóns: 1857, 1860, 1877, 1887, 1897, 1900, 1910, 1920, 1930, 1940, 1950, 1960, 1970 y 1981. |

| 1301       | 1547 | 2022 | 2416 | 2557 | 2413 |
| (Fuente: ) |      |      |      |      |      |

## Administración y política
| Periodo   | Nombre                               | Partido   |
| --------- | ------------------------------------ | --------- |
| 2003-2007 | Carles Baiget Haro                   | PSC       |
| 2007-2011 | Carles Baiget Haro / Àlex Jover 2009 | PSC       |
| 2011-2015 | Àlex Jover                           | PSC       |
| 2015-2019 | Jordi Ferrer Durich                  | Poble 2.0 |